# Urs Peter Halter
Urs Peter Halter (* 1974 in Luzern) ist ein Schweizer Schauspieler.

## Leben
Urs Peter Halter absolvierte von 1995 bis 1999 eine Schauspielausbildung an der Hochschule für Musik und darstellende Kunst „Mozarteum“ in Salzburg.
Halter arbeitete seitdem schwerpunktmäßig als Theaterschauspieler. Er hatte Festengagements am Theater Dortmund (1999–2002) und am Theater Freiburg (2002–2006). 2007 spielte er bei den Salzburger Festspielen den Rudolph, einen der Krüppel aus dem Nachtasyl, in dem Theaterstück Ein Fest für Boris von Thomas Bernhard. Von 2006 bis 2015 war Halter Ensemblemitglied am Düsseldorfer Schauspielhaus.
Als Schauspieler interpretierte Halter ein breites Repertoire, das Stücke von William Shakespeare, die deutschen Autoren der Klassik und Romantik, das Theater der Jahrhundertwende, aber auch Stücke der Moderne und des zeitgenössischen Theaters umfasste. Zu seinen Bühnenhauptrollen gehörten: Demetrius in Ein Sommernachtstraum, Orlando in Wie es euch gefällt, Ferdinand in Kabale und Liebe, die Titelrolle in Amphitryon, der Arzt Dorn in Die Möwe, der Gutsbesitzer Telégin in Onkel Wanja, Prinz und Iwan in Die schmutzigen Hände von Jean-Paul Sartre und Dieter in Bekannte Gesichter, gemischte Gefühle von Botho Strauß.
2013 spielte er die Rolle des Karl Boetzkes in der Uraufführung der Bühnenfassung der Fernsehserie Rote Erde am Schauspiel Essen in der Regie von Volker Lösch. Mit Die schmutzigen Hände gastierte er mit dem Düsseldorfer Ensemble auch am Maxim-Gorki-Theater in Berlin. In der Spielzeit 2014/15 spielte er in Düsseldorf den Zettel in Ein Sommernachtstraum unter der Regie von Alex Rigola, Herr Spitta in Die Ratten in der Regie von Volker Lösch und Ariel in Der Sturm in der Regie von Volker Hesse.
Von 2015 bis 2020 war Halter Ensemblemitglied am Theater Basel unter der Intendanz von Andreas Beck. Er spielte u. a. den Boris Nikolajewitsch Tschepurnoj in Kinder der Sonne in der Regie von Nora Schlocker und den Cordenbois in Das Sparschwein von Eugène Labiche in der Regie von Martin Laberenz. Weitere wichtige Arbeiten entstanden mit den Regisseuren Julia Hölscher, Miloš Lolić, Tilmann Köhler, Ersan Mondtag, Thom Luz, Thorleifur Örn Arnarsson, Nuran David Calis, Robert Icke und Schorsch Kamerun.
Seit 2021 arbeitet er am Schauspielhaus Zürich. Er spielte u. a. in der Regie von Yana Ross in Kurze Interviews mit fiesen Männern von David Foster Wallace.
2011 war er auch als Regisseur tätig. Halter inszenierte zusammen mit Julie Bräuning am Düsseldorfer Schauspielhaus das Stück Soll ich jetzt vielleicht weinen. 2013 führte er Regie am Jungen Schauspielhaus Düsseldorf bei der Produktion 27/siebenundzwanzig.
Halter übernahm auch diverse Filmrollen. 1998 spielte er unter der Regie von Marcel Gisler die Rolle des Töbe, den besten Freund des Rocksängers Fögi in dem schwulen Liebesdrama F. est un salaud. Der Film wurde mit dem Schweizer Filmpreis ausgezeichnet und lief im Wettbewerb des Internationalen Filmfestivals von Locarno. 2008 war er in dem britischen Filmdrama The Other Possibility als Tomas zu sehen. 2009 hatte er eine Episodenrolle in der ZDF-Krimiserie SOKO Köln. 2010 verkörperte er an der Seite von Rita Russek die Rolle des arroganten und intriganten Juniorchefs eines Modehauses in dem ZDF-Fernsehfilm Ihr mich auch. 2014 spielte er in der Konstanzer Tatort-Folge Winternebel eine der Hauptrollen.
Halter lebt seit 2016 in Basel.

## Filmografie (Auswahl)
- 1998: F. est un salaud (Kinofilm)
- 2008: The Other Possibility (Kinofilm)
- 2009: SOKO Köln (Fernsehserie, Folge: Wer sich in Gefahr begibt)
- 2009: Sandmann (Kurzfilm)
- 2010: Bis es wieder dunkel wird (Kurzfilm)
- 2010: Ihr mich auch (Fernsehfilm)
- 2010: Ruhm (Kinofilm)
- 2011: Das schlafende Mädchen (Kinofilm)
- 2012: Henry (Kurzfilm)
- 2013: Rote Erde (Fernsehfilm)
- 2014: Tatort: Winternebel (Fernsehreihe)
- 2014: Zoey, Medienprojekt Wuppertal
- 2018: Rentnercops (Fernsehserie, Folge: Mehr Druck)